# Йебоа, Йо
Йо Йебоа (англ. Yaw Yeboah; 28 марта 1997, Аккра) — ганский футболист, полузащитник американского клуба «Коламбус Крю» и сборной Ганы.

## Клубная карьера
Йо Йебоа — воспитанник английского клуба «Манчестер Сити».
14 августа 2015 года отправился в аренду в французский клуб «Лилль». 25 октября 2015 года дебютировал за команду, в матче против марсельского «Олимпика» вышел в конце второго тайма. 8 ноября 2015 года впервые вышел в стартовом составе в матче против «Бастии», но был заменён в конце второго тайма. В сезоне 2016/17 выступал на правах аренды за нидерландский «Твенте».
6 января 2022 года перешёл в клуб MLS «Коламбус Крю», подписав трёхлетний контракт с опцией продления ещё на один год. В североамериканской лиге дебютировал 26 февраля 2022 года в матче стартового тура сезона против «Ванкувер Уайткэпс», отметившись голевой передачей.

## Статистика
| Сезон           | Клуб            | Дивизион        | Лига  | Лига | Внутренние кубки | Внутренние кубки | Континентальные | Континентальные | Всего | Всего |
| Сезон           | Клуб            | Дивизион        | Матчи | Голы | Матчи            | Голы             | Матчи           | Голы            | Матчи | Голы  |
| --------------- | --------------- | --------------- | ----- | ---- | ---------------- | ---------------- | --------------- | --------------- | ----- | ----- |
| 2015/16         | Лилль (аренда)  | Лига 1          | 3     | 0    | 2                | 0                | 0               | 0               | 5     | 0     |
| Всего в карьере | Всего в карьере | Всего в карьере | 3     | 0    | 2                | 0                | 0               | 0               | 5     | 0     |

## Достижения
Командные
«Коламбус Крю»
- Чемпион MLS (обладатель Кубка MLS): 2023